# Alexandre Langlois
Alexandre Langlois (Atene, 4 agosto 1788 – Nogent-sur-Marne, 11 agosto 1854) è stato un orientalista e traduttore francese conosciuto soprattutto per le sue traduzioni dal sanscrito, tra le quali la prima traduzione in francese del Ṛgveda.
Fu professore di retorica al liceo Charlemagne, poi ispettore dell'Académie de Paris e nel 1835 fu eletto membro dell'Académie des inscriptions et belles-lettres.
La sua traduzione del Rig-Veda fu fatta subito dopo la prima traduzione in inglese di Horace Hayman Wilson, pubblicata tra il 1838 e il 1851. Delle sue traduzioni, conosciute più per la loro qualità letteraria che per il loro rigore scientifico, scrisse: «Io voglio provare ad addolcire la severità delle muse sanscrite, e tirarle in qualche sorta di santuario della scienza per presentarle al mondo, meno straniere e più attraenti.».

## Opere
- Bélisaire, par Marmontel, traduit en latin par deux professeurs de l'Université royale [Langlois et ***] avec le texte en regard, et suivi d'une table indicative des passages qu'on peut donner en devoir (1819).
- Monuments littéraires de l'Inde, ou Mélanges de littérature sanscrite, contenant une exposition rapide de cette littérature, quelques traductions jusqu'à présent inédites, et un aperçu du système religieux et philosophique des Indiens d'après leurs propres livres (1827).
- Chefs-d'œuvre du théâtre indien, traduits de l'original sanscrit en anglais par M. H. H. Wilson, et de l'anglais en français par M. A. Langlois, accompagnés de notes et d'éclaircissemens et suivis d'une table alphabétique des noms propres et des termes relatifs à la mythologie et aux usages de l'Inde, avec leur explication (2 volumes, 1828).
- Histoire d'Angleterre depuis l'invasion de Jules César jusqu'à l'avènement de Georges IV par David Hume et ses continuateurs Goldsmith et W. Jones. Traduction nouvelle ou revue par M. Langlois (16 volumes, 1829-32).
- Harivansa ou histoire de la famille de Hari, ouvrage formant un'appendice du Mahābhārata, traduit sur l'original Sanscrit par A. Langlois (2 volumes, 1834-35).
- L. Annaei Flori Epitome rerum romanarum, cum lectissimis variorum notis, quibus suas adjecit Langlois (1836).
- Rig-Véda, ou Livre des hymnes (4 volumes, 1848-51). Réédition partielle:  J. Maisonneuve, Paris, 1984.
- Jean d'Armagnac, drame en 3 actes, en vers (1876).